# Liste du patrimoine mondial au Soudan du Sud
Cet article recense les sites inscrits au patrimoine mondial au Soudan du Sud.

## Statistiques
Le Soudan du Sud ratifie la Convention pour la protection du patrimoine mondial, culturel et naturel le 9 mars 2016.
En 2019, le Soudan du Sud ne compte aucun site inscrit au patrimoine mondial. Le pays a en revanche soumis 3 sites à la liste indicative, un culturel, un naturel et un mixte.

## Listes
Les sites suivants sont inscrits sur la liste indicative.
| Site                                                     | État                                                       | Type                        | Date | Lien | Notes                                              | Coordonnées                      | Illus. |
| -------------------------------------------------------- | ---------------------------------------------------------- | --------------------------- | ---- | ---- | -------------------------------------------------- | -------------------------------- | ------ |
| Deim Zubeir – site de la route des esclaves              | Bahr el Ghazal occidental                                  | Culturel (ii), (iii), (vi)  | 2017 | 6275 |                                                    | 7° 42′ 56″ nord, 26° 11′ 31″ est |        |
| Marais du Sudd                                           | Jonglei, Lacs, Nil Supérieur, Unité                        | Mixte (v), (vii), (ix), (x) | 2017 | 6276 |                                                    | 7° 56′ 14″ nord, 31° 19′ 00″ est |        |
| Paysage migratoire de Boma-Badingilo (de) (site contigu) | Équatoria-Central, Équatoria-Oriental, Jonglei, Pibor (en) | Naturel (vii), (ix), (x)    | 2017 | 6277 | Comprend les parcs nationaux de Boma et Bandingilo | 6° 30′ 50″ nord, 32° 57′ 31″ est |        |